# Nationaal Songfestival
El Nationaal Songfestival (traducible al español como Festival Nacional de la Canción) fue una competición musical anual utilizada por los Países Bajos para escoger a su canción y/o representante para el Festival de la Canción de Eurovisión. Entre 1956 y 1969 la NTS se encargó de su realización, para luego, a partir de 1980 pasar a manos de la NOS. La TROS organizó el festival en 1996, 2003, 2004 y 2005. VARA se encargó únicamente durante dos años, 2007 y 2008. Desde 2009 volvió a estar en manos de la TROS hasta el 2014, ya que a partir de ese año la radiodifusora se funcionó con la AVRO creando así la AVROTROS, actualmente AVROTROS escoge sus representaciones para el festival de manera interna, abandonando la final nacional.
La preselección ha cambiado de formato a través de los años. Si bien este evento suele determinar al representante del país para el certémen europeo, en 1961, 1980, 2008 y 2013 la representación neerlandesa fue seleccionada internamente por un comité. En 2007, 2009 y 2011, el artista representante fue elegido internamente con anterioridad, pero la canción fue elegida durante el Nationaal Songfestival. En 2010, Pierre Kartner fue elegido internamente para escribir la canción, y cinco candidatos interpretaron la canción de Kartner en la competición. 
En el 2012 el sistema fue cambiado por la TROS, escogiendo al representante de ese año de manera interna; hasta el momento la preselección se encuentra en pausa. Desde el 2014 la representación del país corre a cargo de la radiodifusora AVROTROS haciendo elecciones internas y abandonando la preselección.

## Ganadores
| Año  | Org. | Ganador                 | Canción                      | Traducción al español           | Autor(es)                                                                  | Compositor(es)                           | Puesto en Eurovisión        |
| ---- | ---- | ----------------------- | ---------------------------- | ------------------------------- | -------------------------------------------------------------------------- | ---------------------------------------- | --------------------------- |
| 1956 | NTS  | Corry Brokken           | Voorgoed voorbij             | Acabado para siempre            | Jelle de Vries                                                             | Jelle de Vries                           | N/A                         |
| 1957 | NTS  | Corry Brokken           | Net als toen                 | Tal como entonces               | Willy van Hemert                                                           | Guus Jansen                              | 1                           |
| 1958 | NTS  | Corry Brokken           | Heel de wereld               | El mundo entero                 | Benny Vreden                                                               | Benny Vreden                             | 9                           |
| 1959 | NTS  | Teddy Scholten          | Een beetje                   | Un poco                         | Willy van Hemert                                                           | Dick Schallies                           | 1                           |
| 1960 | NTS  | Rudi Carrell            | Wat een geluk                | Vaya suerte                     | Willy van Hemert                                                           | Dick Schallies                           | 12                          |
| 1961 | NTS  | Greetje Kauffeld        | Wat een dag                  | Vaya día                        | Pieter Goemans                                                             | Dick Schallies                           | 10                          |
| 1962 | NTS  | De Spelbrekers          | Katinka                      | —                               | Henny Hamhuis                                                              | Joop Stokkermans                         | 13                          |
| 1963 | NTS  | Annie Palmen            | Een speeldoos                | Una caja de música              | Pieter Goemans                                                             | Pieter Goemans                           | 13                          |
| 1964 | NTS  | Anneke Grönloh          | Jij bent mijn leven          | Eres mi vida                    | René de Vos                                                                | Ted Powder                               | 10                          |
| 1965 | NTS  | Conny Vandenbos         | Het is genoeg                | Es suficiente                   | Joke Prior-van Soest                                                       | Johnny Holshuyzen                        | 11                          |
| 1966 | NTS  | Milly Scott             | Fernando en Filippo          | Fernando y Filippo              | Gerrit den Braber                                                          | Kees Bruyn                               | 15                          |
| 1967 | NTS  | Thérèse Steinmetz       | Ring-dinge                   | —                               | Gerrit den Braber                                                          | Johnny Holshuyzen                        | 14                          |
| 1968 | NTS  | Ronnie Tober            | Morgen                       | Mañana                          | Theo Strengers                                                             | Joop Stokkermans                         | 16                          |
| 1969 | NTS  | Lenny Kuhr              | De troubadour                | El trovador                     | David Hartsema                                                             | Lenny Kuhr                               | 1                           |
| 1970 | NOS  | Hearts of Soul          | Waterman                     | Acuario                         | Pieter Goemans                                                             | Pieter Goemans                           | 7                           |
| 1971 | NOS  | Saskia & Serge          | De tijd                      | El tiempo                       | Gerrit den Braber                                                          | Joop Stokkermans                         | 6                           |
| 1972 | NOS  | Sandra & Andres         | Als het om de liefde gaat    | Cuando todo es sobre el amor    | Dries Holten                                                               | Hans van Hemert                          | 4                           |
| 1973 | NOS  | Ben Cramer              | De oude muzikant             | El viejo músico                 | Pierre Kartner                                                             | Pierre Kartner                           | 14                          |
| 1974 | NOS  | Mouth & MacNeal         | Ik zie een ster              | Veo una estrella                | Hans van Hemert                                                            | Hans van Hemert                          | 3 (como I see a star)       |
| 1975 | NOS  | Teach-In                | Dingedong                    | —                               | Will Luikinga                                                              | Eddy Ouwens & Dick Bakker                | 1 (como "Ding-A-Dong")      |
| 1976 | NOS  | Sandra Reemer           | The party's over             | La fiesta ha terminado          | Hans van Hemert                                                            | Hans van Hemert                          | 9                           |
| 1977 | NOS  | Heddy Lester            | De mallemolen                | El carrusel                     | Wim Hogenkamp                                                              | Frank Affolter                           | 12                          |
| 1978 | NOS  | Harmony                 | 't Is OK                     | Está bien                       | Dick Kooiman & Toon Gispen                                                 | Eddy Ouwens                              | 13                          |
| 1979 | NOS  | Xandra                  | Colorado                     | Colorado                        | Gerard Cox                                                                 | Bolland & Bolland                        | 12                          |
| 1980 | NOS  | Maggie MacNeal          | Amsterdam                    | Ámsterdam                       | Alex Alberts                                                               | Robert Verwey, Sjoukje Smit & Frans Smit | 5                           |
| 1981 | NOS  | Linda Williams          | Het is een wonder            | Es una maravilla                | Bart van der Laar                                                          | Cees de Wit                              | 9                           |
| 1982 | NOS  | Bill van Dijk           | Jij en ik                    | Tú y yo                         | Liselore Gerritsen                                                         | Dick Bakker                              | 16                          |
| 1983 | NOS  | Bernadette              | Sing me a song               | Cántame una canción             | Martin Duiser                                                              | Piet Souer                               | 7                           |
| 1984 | NOS  | Maribelle               | Ik hou van jou               | Estoy colgada de ti             | Richard Debois & Peter van Asten                                           | Richard Debois & Peter van Asten         | 13                          |
| 1986 | NOS  | Frizzle Sizzle          | Alles heeft ritme            | Todo tiene ritmo                | Rob ten Bokum & Peter Schön                                                | Rob ten Bokum & Peter Schön              | 13                          |
| 1987 | NOS  | Marcha                  | Rechtop in de wind           | Erguida en el viento            | Peter Koelewijn                                                            | Peter Koelewijn                          | 5                           |
| 1988 | NOS  | Gerard Joling           | Shangri-la                   | Shangri-la                      | Peter de Wijn                                                              | Peter de Wijn                            | 9                           |
| 1989 | NOS  | Justine Pelmelay        | Blijf zoals je bent          | Sigue siendo como eres          | Cees Bergman, Elmer Veerhoff, Aart Mol, Erwin van Prehn & Geertjan Hessing | Jan Kisjes                               | 15                          |
| 1990 | NOS  | Maywood                 | Ik wil alles met je delen    | Quiero compartirlo todo contigo | Alice May                                                                  | Alice May                                | 15                          |
| 1992 | NOS  | Humphrey Campbell       | Wijs me de weg               | Enséñame el camino              | Edwin Schimscheimer                                                        | Edwin Schimscheimer                      | 9                           |
| 1993 | NOS  | Ruth Jacott             | Vrede                        | Paz                             | Henk Westbroek                                                             | Jochem Fluitsma & Eric van Tijn          | 6                           |
| 1994 | NOS  | Willeke Alberti         | Waar is de zon?              | ¿Dónde está el sol?             | Coot van Doesburgh                                                         | Edwin Schimscheimer                      | 23                          |
| 1996 | TROS | Maxime & Franklin Brown | De eerste keer               | La primera vez                  | Piet Souer                                                                 | Peter van Asten                          | 7                           |
| 1997 | NOS  | Mrs. Einstein           | Niemand heeft nog tijd       | Nadie tiene tiempo ya           | Ed Hooijmans                                                               | Ed Hooijmans                             | 22                          |
| 1998 | NOS  | Edsilia Rombley         | Hemel en aarde               | Cielo y tierra                  | Jochem Fluitsma & Eric van Tijn                                            | Jochem Fluitsma & Eric van Tijn          | 4                           |
| 1999 | NOS  | Marlayne                | One good reason              | Una buena razón                 | Tjeerd van Zanen                                                           | Alan Michael                             | 8                           |
| 2000 | NOS  | Linda Wagenmakers       | No goodbyes                  | Sin despedidas                  | John O'Hare                                                                | Ellert Driessen                          | 13                          |
| 2001 | NOS  | Michelle                | Out on my own                | Fuera por mi misma              | André Remkes & Dirk Jan Vermeij                                            | André Remkes & Dirk Jan Vermeij          | 18                          |
| 2003 | TROS | Esther Hart             | One more night               | Una noche más                   | Tjeerd van Zanen & Alan Michael                                            | Tjeerd van Zanen & Alan Michael          | 13                          |
| 2004 | TROS | Re-union                | Without you                  | Sin ti                          | Angeline van Otterdijk                                                     | Ed van Otterdijk                         | 20                          |
| 2005 | TROS | Glennis Grace           | My impossible dream          | Mi sueño imposible              | Bruce Smith                                                                | Robert D. Fischer                        | SF: 14                      |
| 2006 | NOS  | Treble                  | Amambanda                    | —                               | Treble                                                                     | Treble                                   | SF: 20                      |
| 2007 | VARA | Edsilia Rombley         | On top of the world          | En lo alto del mundo            | Tjeerd Oosterhuis & Martin Gijzemijter                                     | Tjeerd Oosterhuis & Martin Gijzemijter   | SF: 21                      |
| 2008 | VARA | Hind                    | Your heart belongs to me     | Tu corazón me pertenece         | Hind & Tjeerd van Zanen                                                    | Hind & Tjeerd van Zanen                  | SF: 13                      |
| 2009 | TROS | De Toppers              | Shine                        | Brilla                          | Gordon                                                                     | Bas van den Heuvel                       | SF: 17                      |
| 2010 | TROS | Sieneke                 | Ik ben verliefd (Sha-la-lie) | Estoy enamorada (Sha-la-lie)    | Pierre Kartner                                                             | Pierre Kartner                           | SF: 14                      |
| 2011 | TROS | 3JS                     | Je vecht nooit alleen        | Nunca estás sólo                | 3JS                                                                        | 3JS                                      | SF: 19 (como "Never alone") |
| 2012 | TROS | Joan Franka             | You and me                   | Tú y yo                         | Joan Franka                                                                | Joan Franka & Jessica Hogeboom           | SF: 15                      |